# هونگ اون چه
هونگ اون چه (کره‌ای: 홍은채؛ زادهٔ ۱۰ نوامبر ۲۰۰۶) همچنین با نام اون‌چه (은채) نیز شناخته می‌شود، خواننده اهل کره جنوبی است. او یکی از اعضای گروه دخترانه لسرافیم است.

## اوایل زندگی و تحصیلات
هونگ اون چه زادهٔ میریانگ، استان گیونگ‌سانگ جنوبی، کره جنوبی در ۱۰ نوامبر ۲۰۰۶ است. خانوادهٔ او متشکل از پدر و مادر و یک برادر بزرگتر است.

## حرفه

### پیش از آغاز فعالیت
هونگ به مدت دو سال دانش آموز Def Dance School بود. پیش از در سال ۲۰۲۱ به سورس میوزیک بپیوندد، در ادیشن‌های جی‌وای‌پی انترتینمنت و پلدیس انترتینمنت شرکت کرده بود.

### ۲۰۲۲–اکنون: آغاز فعالیت با لسرافیم
در ۱۴ مارس ۲۰۲۲، سورس میوزیک گروه دخترانه جدید خود را با همکاری هایب کورپوریشن به نام لسرافیم معرفی کرد. هونگ در ۶ آوریل ۲۰۲۲، به عنوان سومین عضو گروه معرفی شد. گروه لسرافیم در ۲ مه ۲۰۲۲ با انتشار آلبوم چندآهنگه بی‌باک فعالیتش را آغاز کرد.
در فوریه ۲۰۲۳، اعلام شد که هونگ مجری جدید بانک موسیقی است.

## تبلیغات و پشتیبانی
در ۲۰ فوریه ۲۰۲۳، هونگ اون چه به عنوان مدل تبلیغاتی برند Kirsch انتخاب شد. در ۱۶ ژوئیه، هونگ به عنوان مدل تبلیغاتی برند ژاپنی Calamee معرفی شد.

## در رسانه
هونگ اون چه اغلب در رسانه با عنوان «خواهر کوچک ملت» توصیف می‌شود.

## ترانه‌شناسی

### اعتبار به عنوان آهنگساز
| عنوان                                                 | سال  | آرتیست  | آلبوم    | متن ترانه | منابع  |
| ----------------------------------------------------- | ---- | ------- | -------- | --------- | ------ |
| «Fearnot (Between You, Me and the Lamppost)» (피어나) | ۲۰۲۳ | لسرافیم | نابخشوده | Yes       | [ ۱۱ ] |

## فیلم

### برنامه اینترنتی
| سال  | عنوان                  | توضیحات                  | منابع  |
| ---- | ---------------------- | ------------------------ | ------ |
| ۲۰۲۳ | خاطرات ستاره دار اون‌چه | مجری اسپین‌آف بانک موسیقی | [ ۱۲ ] |

### مجری
| سال        | عنوان       | توضیحات            | منابع |
| ---------- | ----------- | ------------------ | ----- |
| ۲۰۲۳–اکنون | بانک موسیقی | به همراه لی چه مین | [ ۶ ] |

## جوایز و نامزدی‌ها
| مراسم جوایز         | سال  | دسته                                  | نامزد(ها) / اثر(ها)    | نتیجه | منابع  |
| ------------------- | ---- | ------------------------------------- | ---------------------- | ----- | ------ |
| جوایز سرگرمی کی‌بی‌اس | ۲۰۲۳ | جایزه بهترین زوج (به همراه لی چه مین) | بانک موسیقی            | برنده | [ ۱۳ ] |
| جوایز سرگرمی کی‌بی‌اس | ۲۰۲۳ | جایزه محتوای دیجیتال                  | خاطرات ستاره دار اون‌چه | برنده | [ ۱۳ ] |